# توهمات و آینه‌ها
توهمات و آینه‌ها (انگلیسی: Illusions & Mirrors) یک فیلم به کارگردانی شیرین نشاط و نقش آفرینی ناتالی پورتمن است که در سال ۲۰۱۳ منتشر شد.